# Paralobophora auricilla
Paralobophora auricilla là một loài bướm đêm trong họ Geometridae.